# Evaristo Barrera
Evaristo Vicente Barrera (Cruz del Eje, 30 novembre 1911 – Novara, 7 giugno 1982) è stato un calciatore e allenatore di calcio argentino.

## Carriera

### Calciatore

#### Racing Avellaneda
Iniziata la sua carriera professionistica con l'Argentino de Rosario, nel 1932 passa al Racing Avellaneda, in Argentina, fu per due volte capocannoniere nella Primera División, nel 1934 con 34 gol e nel 1936 con 32 goal. Alla fine della sua carriera al Racing Club aveva realizzato 136 gol in 142 partite: questo risultato lo rende uno dei migliori marcatori della squadra e lo include tra i giocatori più importanti della sua storia; 5 dei suoi gol furono segnati nel derby cittadino contro l'Independiente, di cui 3 furono decisivi alla sua squadra per pareggiare, il 4 novembre 1934 ed il 5 luglio 1936 (in entrambi i casi la partita finì 1-1) ed il 19 giugno 1938 (2-2).

#### Lazio
Arrivò quindi in Italia nel 1939 su segnalazione di Alfredo Di Franco, direttore sportivo della Lazio, per integrare con i giovani connazionali Silvestro Pisa ed Enrique Flamini la rosa dei biancocelesti, che alla fine del campionato si sarebbero piazzati al 4º posto in serie A, pur dovendo affrontare nel ruolo la concorrenza dell'amico Silvio Piola; si fece notare per il tiro, che Piola descrisse "potente e preciso". Tra le sue reti vanno ricordate nel campionato 1939-1940 quella del 18 febbraio 1940, in cui la sua Lazio pareggiò in casa con il Milan per 2-2 e quella del 24 marzo 1940 in Juventus-Lazio 3-1.

#### Napoli
Passò quindi al Napoli, facendosi notare per la sua staticità e giocandovi due stagioni poco soddisfacenti per la formazione partenopea, che era anche alle prese con gravi problemi economici; nella prima stagione la squadra si piazzò ottava, grazie alle sue nove reti, dopo che l'anno precedente aveva sfiorato la retrocessione, diventata poi inevitabile l'anno seguente con lo stadio distrutto dai bombardamenti della seconda guerra mondiale ed una serie di avvicendamenti alla presidenza della squadra. Con la maglia del Napoli segnò ancora al Milan nella vittoria casalinga dei partenopei del 26 gennaio 1941 per 3-2, piazzandosi in quella stagione tra i 20 migliori cannonieri del campionato. Nella stagione 1941-1942 segnò un numero minore di gol ma risultò decisivo segnando il 25 gennaio 1942 il gol del pareggio in Juventus-Napoli 1-1 ed il 7 giugno 1942 il secondo gol dei partenopei nella vittoria casalinga contro la Juventus per 4-1.

#### Ultimi anni
Si trasferì quindi al Novara, sfollato per la guerra, sposato con quattro figlie (Teresa, Elvira, Lucrezia e Marta) e ridotto in miseria per gli eventi, quindi al Gozzano, dove fu il perno di una squadra che dominò la stagione regolare perdendo solo negli spareggi), alla Cremonese e quindi concluse la carriera al Mortara, distinguendosi per l'impegno e l'abilità sotto rete.

### Allenatore
Fu dal 30 novembre 1956 (al posto di Luigi Rossetto) al 1958 allenatore del Novara, con cui aveva giocato il campionato di guerra, diventando l'ultimo allenatore della squadra in maglia azzurra ad aver diretto una partita in Serie A (3 giugno 1956, Novara-Torino 1-2) sino alla promozione del 2010-2011 della formazione piemontese. Nella città piemontese si stabilì (salvo una permanenza al Magenta, da cui fu licenziato per divergenze con la società dopo una vittoria per 3-0 sul Crema), esercitandovi la professione d'istruttore di calcio, per la quale ottenne risultati e stima e venendo riconosciuto per i «giocatori, nati e cresciuti nel vivaio azzurro voluto e creato da Evaristo Barrera, che in campo riuscirono a metterci davvero il cuore». Nel 1963 lasciò Novara per allenare la prima squadra del Casale; l'esperienza con la squadra nerostellata durò solo un anno per il rifiuto di Barrera di accettare una riduzione di stipendio. Dal 1964 al 1967 e poi dal 1970 al 1972 allenò i giovani del Ramate, per la cui opera gli sono stati dedicati i campi da gioco situati a Fondotoce.

## Statistiche

### Presenze e reti nei club
| Stagione  | Squadra     | Campionato | Campionato | Campionato |
| Stagione  | Squadra     | Comp       | Pres       | Reti       |
| --------- | ----------- | ---------- | ---------- | ---------- |
| 1932      | Racing Club | PD         | -          | -          |
| 1933      | Racing Club | PD         | -          | -          |
| 1934      | Racing Club | PD         | -          | 34         |
| 1935      | Racing Club | PD         | -          | -          |
| 1936      | Racing Club | PD         | -          | 32         |
| 1937      | Racing Club | PD         | -          | 27         |
| 1938      | Racing Club | PD         | -          | -          |
| 1939      | Racing Club | PD         | -          | -          |
| 1939-1940 | Lazio       | A          | 16         | 6          |
| 1940-1941 | Napoli      | A          | 27         | 9          |
| 1941-1942 | Napoli      | A          | 20         | 3          |
| 1942-1943 | Ascoli      | C          | 20         | 11         |
| 1944      | Novara      |            | 7          | 0          |
| 1945      | Gozzano     |            | -          | -          |
| 1945-1946 | Cremonese   | B          | -          | -          |
| 1946-1947 | Cremonese   | B          | 21         | 10         |
| 1947-1948 | Mortara     | C          | -          | -          |

## Palmarès

### Individuale
- Capocannoniere della Primera División: 2

1934 (34 gol), 1936 (32 gol)